# پل آسمان لنکاوی
پل آسمان لنکاوی (به انگلیسی: Langkawi Sky Bridge) یک پل کابلی پیاده‌رو دارای انحناء به طول ۱۲۵ متر (۴۱۰ فوت) در مالزی است، که در سال ۲۰۰۵ ساخت آن به پایان رسید. سکوی پیاده‌رو پل در ارتفاع ۶۶۰ متر (۲٬۱۷۰ فوت) بالاتر از سطح دریا در قله گونونگ مت چینچانگ در پولائو لنکاوی، جزیره اصلی مجمع الجزایر لنکاوی در کداح است.
در ماه ژوئیه ۲۰۱۲، این پل به خاطر تعمیرات و بهینه‌سازی به روی بازدید کنندگان بسته شد. بازگشایی این پل، چندین مرتبه به عقب افتاد تا اینکه در ماه فوریه ۲۰۱۵، بخشی از آن برای بازدیدکنندگان بازگشایی شد. در حال حاضر، تمام بخشهای پل برای بازدید در دسترس است.

## طراحی و ساخت
پل کابلی انحناء دار، طولی برابر با ۱۲۵ متر و عرضی برابر با اندازه اسمی ۱٫۸ متر دارد، که به صورت پنج قسمت ۲۵ متری می‌باشد: انتهای انحنائی قسمت مرکزی عریضتر، به‌طور قرینه به بخش انحنائی قسمتی که در ادامه آن به صورت مسیر مستقیم است، اتصال یافته است.

## رسانه پرطرفدار
صحنه انتهایی فیلم هندی دان: تعقیب دوباره آغاز می‌شود در این مکان فیلمبرداری گردید. همچنین فیلم تامیلی بیلا با هنرمندی آجیت کومار در اینجا فیلمبرداری شد.

## مشخصات فنی
- طول کل پل: ۱۲۵ متر.[۴]
- مساحت پل: ۵۰۰ متر مربع.[۴]
- ارتفاع دکل: ۸۲ متر.[۴]
- فونداسیون دکل: ۶۰۵ متر بالاتر از سطح دریا.[۴]
- بالاترین نقطهٔ دکل: ۶۸۷ متر بالاتر از سطح دریا.[۴]
- حداکثر ظرفیت: ۲۵۰ نفر.[۴]